# Ушково (Санкт-Петербург)
Ушко́во (до 1948 года Тю́рисевя, фин. Tyrisevä) — посёлок, внутригородское муниципальное образование в составе Курортного района города федерального значения Санкт-Петербурга. Расположен на северном берегу Финского залива. В первые выходные августа посёлок отмечает свой день рождения. Более 60 лет это детский курорт.
В посёлке находится одноимённый остановочный пункт (до 2008 года — станция) Октябрьской железной дороги линии Санкт-Петербург — Выборг, здесь же от неё отходит железная дорога на Приморск (после ликвидации станции линия на Приморск начинается от станции Зеленогорск и на участке Зеленогорск — Ушково проходит параллельно основной линии).

## История
Впервые упоминается в XVI веке. Первыми её жителями были: Клаус Отсакорва, Юхо Уссуйнен и Суни Лийконен. В конце XVI века русско-шведская война опустошает приграничные земли и население переселяется. В XVII веке деревня освобождается от повинностей как вотчина епископа Бъюгга и там поселяется некий Матти Тюрисевя. После Северной войны в деревне Тюрисевя складывается постоянное население из выходцев соседних поселений. Основным промыслом коренных жителей считалось рыболовство.
После проведения железной дороги в Тюрисевя началась скупка земель, в результате был вырублен окрестный лес. Участки застраивались особняками. Здесь появилась усадьба графа Александра Дмитриевича Шереметева, который продолжал жить на ней ещё в течение десяти лет после революции. Большие площади приобрёл петербургский инженер, действительный статский советник В. К. Орловский. Свою дачу он назвал «Каунисранта», что означает «Прекрасный берег». Когда строилась железнодорожная ветка от Териоки до Койвисто (Приморск) Орловский через суд добился чтобы дорога обошла его дачу, так как шум поездов мешал отдыхающим. В результате Приморский участок железной дороги прошёл параллельно железнодорожной линии до самой станции Тюрисевя, откуда ветка уже свернула к заливу. Начали её строить в июле 1914 года накануне Первой мировой войны с целью строительства форта Ино. Открыта дорога была 1 ноября 1916 года. Кроме того, дачи в Тюрисевя имели архитекторы Эдуард Эдуардович Крюгер, Эдмонд Густавович Перримонд, Фёдор Алексеевич Корзухин, врач царевича Алексея Сергей Алексеевич Острогорский, промышленники Николай Иванович Данилевский и Балтазар Балтазарович Герберц.
После революции русские владельцы дач уехали. Их сменили русские эмигранты, поселившиеся в пустых особняках. Сюда переехали представители петроградской финансово-промышленной элиты: отец и сын Ефим и Анатолий Шайкевичи, Григорий Анатольевич Блох , Алексей Августович Давидов с женой балериной Евгенией Павловной Эдуардовой, Николай Григорьевич Вальтер, Владимир Николаевич Троцкий-Сенютович с семьёй. Зимой 1918—1919 года в Тюрисевя, на арендованной даче, жил Леонид Николаевич Андреев. Здесь у него бывал Николай Рерих. Появились в Тюрисевя и финские дачники. В 1920—1930-х годах летом здесь жили художник Микко Ойнонен, писательница Керсти Берьгрут с мужем художником Алексом Матсоном.
В конце 1930-х годов в посёлке действовало два пансионата, работал магазин и лавка. Для молодёжи был Дом молодёжного общества.
До 1927 года эта деревня относилась к соседней волости Уусикирко. После передачи Тюрисевя в волость Териоки (1927 год) деревня была поделена на две части. Западная осталась в составе Уусикирко. Из 107 земельных участков в 1939 году в пределах волости Уусикирко оставалось лишь 20.
В 1948 году посёлок переименован в честь Героя Советского Союза, ефрейтора 98-го стрелкового полка Д. К. Ушкова, погибшего в июне 1944 года в ходе Выборгской наступательной операции в районе Лемболовского озера. Ушков закрыл своим телом амбразуру пулемётного ДЗОТа. Часто ошибочно указывается, что Ушков погиб в районе посёлка.

## Население
| 2002 | 2010 | 2012 | 2013 | 2014 | 2015 | 2016 |
| ---- | ---- | ---- | ---- | ---- | ---- | ---- |
| 482  | ↗618 | ↗628 | ↗634 | ↗640 | ↗649 | ↗674 |
| 2017 | 2018 | 2019 | 2020 | 2021 | 2023 | 2025 |
| ↘669 | ↗687 | ↘686 | ↗703 | ↗808 | ↗814 | ↘811 |

## Достопримечательности
В посёлке Ушково находятся объекты Культурно-исторического наследия Курортного района Санкт-Петербурга: Здания и парки общества Каунис и Тойвола, которое активно развивало и осваивало земли посёлка в начале XX века. Кроме того, в посёлке имеется ряд примечательных построек начала XX века в разной степени сохранности, наиболее интересными из которых являются: Дача Данилевского, Дача на Детской улице, Дача Киуру, Вилла Мери, Дача Роггенхаузена.
Рядом с железнодорожной платформой Ушково находится самый близкий к Санкт-Петербургу выход на поверхность гранитного кристаллического щита — так называемый Парк «Каменная Гора».

## Описание границ посёлка Ушково
Граница муниципального образования посёлок Ушково Курортного района Санкт-Петербурга проходит: от уреза воды берега Финского залива по восточной границе территории детского сада Адмиралтейского района до Приморского шоссе, далее на запад 80 м по оси Приморского шоссе до улицы Олега Кошевого, далее по оси улицы Олега Кошевого до Лесной улицы, далее по оси Лесной улицы до Рощинского шоссе, далее на северо-восток по оси Рощинского шоссе до границы Выборгского района Ленинградской области.
Далее граница проходит по северной обочине Рощинского шоссе 300 м до поворота на северо-восток местной автодороги, далее идёт по местной автодороге до пересечения с дорогой Васкелово — Рощино. Затем граница поворачивает на юго-восток и идёт вдоль южной стороны автодороги Васкелово — Рощино 500 м до границы 144 квартала Молодёжного лесничества и далее поворачивает на северо-восток по границе кварталов 144, 132, затем поворачивает на восток по просеке вдоль квартала 122 и идёт по северной границе кварталов 111, 112, 113 Молодёжного лесничества.
Далее граница проходит на юг по западной стороне кварталов 114 и 125 Молодёжного лесничества до шоссе Серово — Огоньки, далее на запад по оси шоссе Серово — Огоньки до западной границы квартала 137 Молодёжного лесничества, далее на юг по западной границе кварталов 137, 149 и 160 Молодёжного лесничества до Выборгского направления железной дороги, далее на восток 400 м по северной стороне полосы отвода железной дороги до противопожарного рва, далее в южном направлении 630 м по оси противопожарного рва до лесной дороги, далее на северо-запад и запад по лесной дороге, огибая с юга садоводство «Ветеран», до Тихой улицы, далее на юг 2050 м по оси Тихой улицы до Детского переулка, далее по оси Детского переулка до Приморское шоссе, далее на запад по оси Приморского шоссе до Ушковского ручья, далее по оси Ушковского ручья до Финского залива, далее на запад по урезу воды Финского залива до пересечения с восточной границей территории детского сада Адмиралтейского района.
- Фотографии на границах муниципального образования посёлок Ушково
- Берега Ушково
- Граница Ушково—Серово
- Граница Ушково—Серово
- Берег Финского залива
- Спасательная станция
- Финский залив
- Ушковский ручей
- На границе с Зеленогорском

## Санаторно-курортный комплекс
| № п/п | Наименование                                           | Адрес                 | Профиль                                | Источник      | Фото |
| 1     | СПБ ГБУЗ «Детский Санаторий „Звездочка“»               | Приморское шоссе, 605 | Детский санаторий                      | [ 20 ]        |      |
| 2     | СПБ ГКУЗ «Детский туберкулезный санаторий „Жемчужина“» | Пляжевая ул., 10      | Детский противотуберкулёзный санаторий | [ 21 ]        |      |
| 3     | Зеленогорское санаторное отделение «Жемчужина»         | Приморское шоссе, 621 | Детский санаторий (филиал)             | [ 22 ]        |      |
| 4     | Круглогодичный детский санаторий «Чайка»               | Приморское шоссе, 613 | Детский санаторий                      | [ 23 ]        |      |
| 5     | «Хлебтранс»                                            | Пляжевая ул., 8       | База отдыха                            | [ 24 ]        |      |
| 6     | «Восход»                                               | Приморское шоссе, 617 | Детский санаторий                      | [ 25 ] [ 26 ] |      |
| 7     | «Спартак»                                              | Тихая ул., 17         | Детская база отдыха                    | [ 27 ]        |      |
| 8     | «Берёзка»                                              | Пляжевая ул., 14      | Дошкольный городок (оздоровительный)   | [ 28 ]        |      |
| 9     | «Политехник»                                           | Детская ул., 9        | Учебно-спортивная база                 | [ 29 ]        |      |
| 10    | «Карелия-дача»                                         | Пляжевая ул., 6       | База отдыха                            | [ 30 ]        |      |
| 11    | «Восток-6»                                             | Тихая ул., 3          | Детский оздоровительный лагерь         | [ 31 ]        |      |
| ----- | ------------------------------------------------------ | --------------------- | -------------------------------------- | ------------- | ---- |